# Brymela callicostelloides
Brymela callicostelloides är en bladmossart som beskrevs av William Russell Buck 1987. Brymela callicostelloides ingår i släktet Brymela och familjen Hookeriaceae. Inga underarter finns listade i Catalogue of Life.